# Studierendenwerk Wuppertal

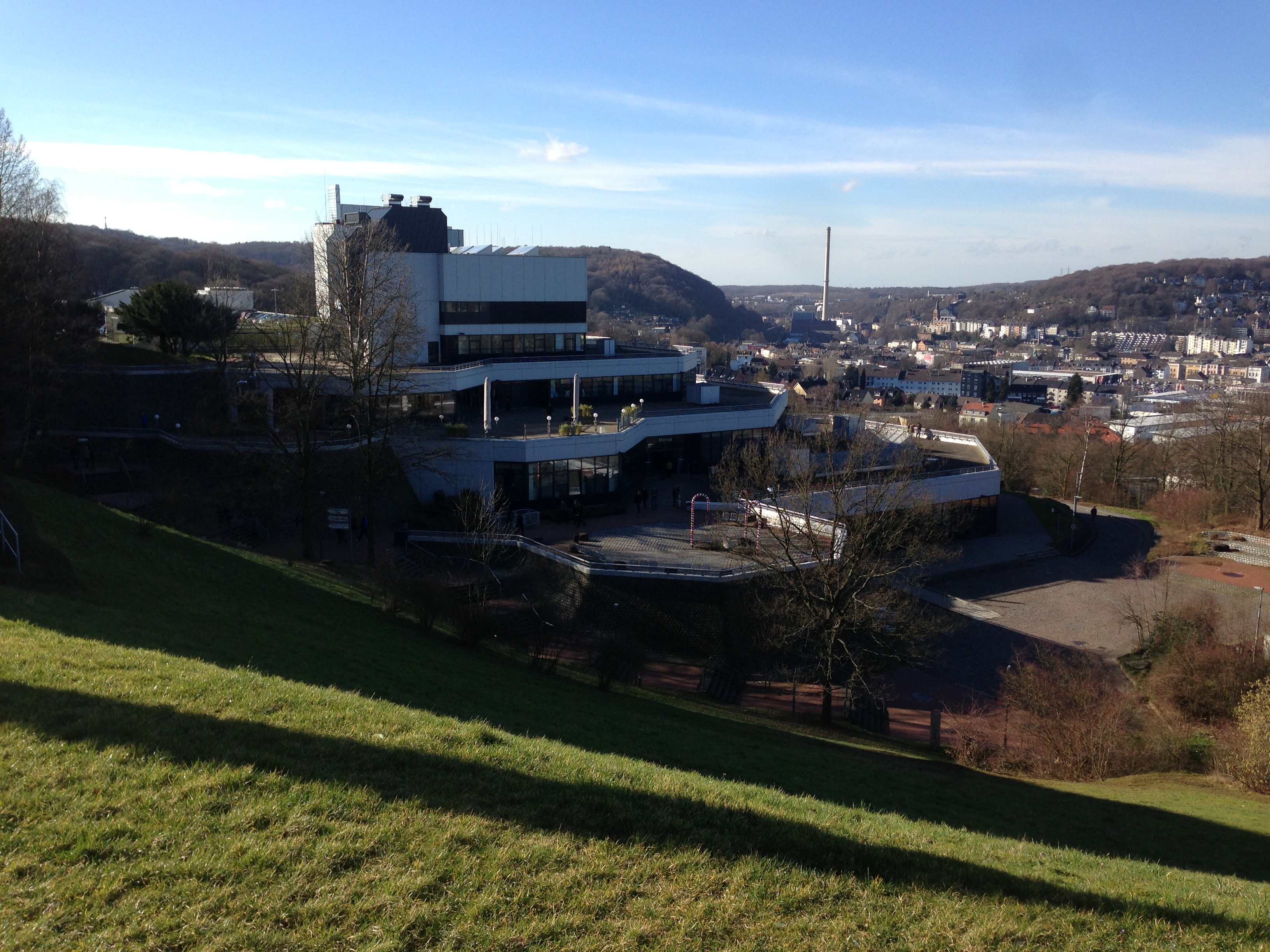
Das Mensagebäude am Hauptcampus der Bergischen Universität

Das Studierendenwerk Wuppertal (STWWTAL, bis 2024 Hochschul-Sozialwerk Wuppertal (HSW), davor auch Studentenwerk Wuppertal) ist das für drei Hochschulen in Wuppertal zuständige Studierendenwerk. Es besteht seit 1974 und beschäftigt etwa 150 Menschen (Stand 2023).
Die hauptsächlichen Aufgaben des Studierendenwerks bestehen darin, die Versorgung der Mensen und Cafeterien sicherzustellen, den Studierenden Wohnheimplätze und Studiumsfinanzierungsmöglichkeiten anzubieten und internationale Studierende zu unterstützen.

## Hochschulen
Das Studierendenwerk betreut derzeit die Angehörigen der Bergischen Universität Wuppertal, der Hochschule für Musik und Tanz Köln am Standort Wuppertal und der Kirchlichen Hochschule Wuppertal, mit insgesamt etwa 22.000 Studierenden und 4.000 Mitarbeitenden.

## Aufgaben

### Verpflegung
Eine der Aufgaben des STWWTAL ist es, die Verpflegung der Studierenden und Hochschulangehörigen sicherzustellen. Insgesamt betreut es 9 Mensen und Cafeterien, von denen sich acht auf den drei Campus der Bergischen Universität befinden. Der größte Abnehmer ist die Mensa am Hauptcampus Grifflenberg, in der jährlich etwa 500.000 Essen ausgegeben werden und 960 Plätze zur Verfügung stehen. Weitere Mensen bestehen an den Standorten am Haspel und auf dem Freudenberg sowie in der Hochschule für Musik. Daneben betreibt das Studierendenwerk weitere Cafeterien und das Lokal „Kneipe“ im Mensagebäude am Grifflenberg.
Daneben bietet das Studierendenwerk Catering für Veranstaltungen mit bis zu 2000 Teilnehmern an und hält hierfür auch die Räumlichkeiten Wupperstübchen und Bergisches Zimmer im Mensagebäude bereit.

### Wohnheime

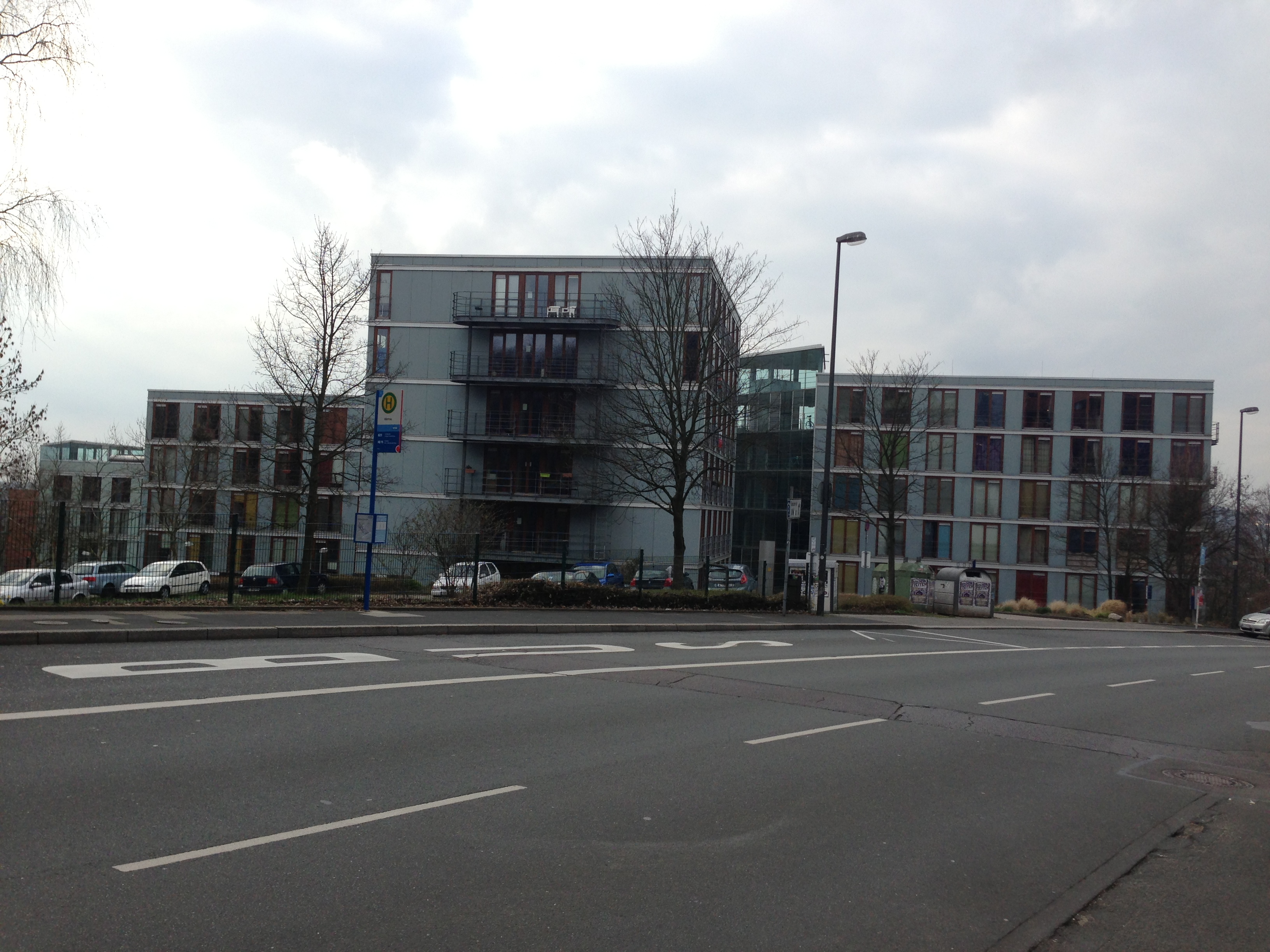
Ein Teil der Wohnheimanlage an der Max-Horkheimer-Straße

In unmittelbarer Nähe des Campus Grifflenberg betreibt das Studierendenwerk Wohnheime, die 1217 Wohnplätze für Studierende bereithalten. Bei Inbetriebnahme der ersten Wohnheime 1977 gehörten diese mit 600 Wohnplätzen zu den größten Deutschlands. In der Max-Horkheimer-Straße stehen neun Wohnheime, in der Albert-Einstein-Straße neben der Uni-Halle fünf, Im Ostersiepen vier, in der südlichen Max-Horkheimer-Straße zwei und ein weiteres in der Cronenberger Straße. Die meisten Wohnheime bieten Einzel-, Zweier- oder Dreierapartments an.
Neben den Wohnheimen bietet das STWWTAL eine Vermittlung zwischen privaten, externen Vermietern und Studierenden an.

#### Auszeichnungen
Die Wohnheime des Studierendenwerks sind auf Grund ihrer architektonischen und ökologischen Qualitäten bereits mehrfach mit zum Teil international renommierten Preisen ausgezeichnet:
- 2000: „Gute Bauten“-Preis
- 2000: Deutscher Bauherrenpreis
- 2004: Architekturpreis „Zukunft Wohnen 2004“
- 2005: Deutscher Holzbaupreis
- 2011: „Architektur und Energie“, Bundesministerium für Wirtschaft und Energie
- 2013: Deutscher Holzbaupreis[2]
- 2014: „Auszeichnung guter Bauten“, Bund Deutscher Architekten
- 2014: Deutscher Bauherrenpreis
- 2014: „PROM des Jahres 2013: Sonderpreis der Jury, REW-Dienstleistungen GmbH“
- 2015: „Vorbildliches Bauwerk in NRW“
- 2021: Architekturpreis Wuppertal 2020, Bund Deutscher Architekten

### Studienfinanzierung
Insgesamt bietet das Studierendenwerk sieben Möglichkeiten zur Studienfinanzierung an: BAföG, Bildungskredite, Studienabschluss-Darlehen, Daka-Darlehen, KfW-Studienkredite, Sozialfonds und Stipendien. Das Fördervolumen beträgt etwa 20 Millionen Euro. Im Mensagebäude auf Ebene 03 betreibt das STWWTAL ein lokales BAföG-Amt.

### Internationales
Für ausländische Studierende bietet das STWWTAL ebenfalls Beratung und Unterstützung an.

## Leitung und Organe
Die Leitung des Studierendenwerks besteht aus der Geschäftsführung sowie dem Verwaltungsrat. Geschäftsführerin ist seit Anfang 2022 Ursula Dumsch. Der Verwaltungsrat besteht aus neun Personen; Vorsitzender in der 26. Amtsperiode ist Dietmar Bell, das Rektorat der Universität wird durch die Kanzlerin vertreten. Darüber hinaus gibt es eine Hochschulangehörige, zwei Bedienstete des Studierendenwerks sowie vier studentische Vertretungen.
Die Verwaltung des Studierendenwerks befindet sich in Büro 10 auf Ebene 05 im Mensagebäude am Campus Grifflenberg.